# Ministerium für Landwirtschaft, Lebensmittel und Weinbau Luxemburg

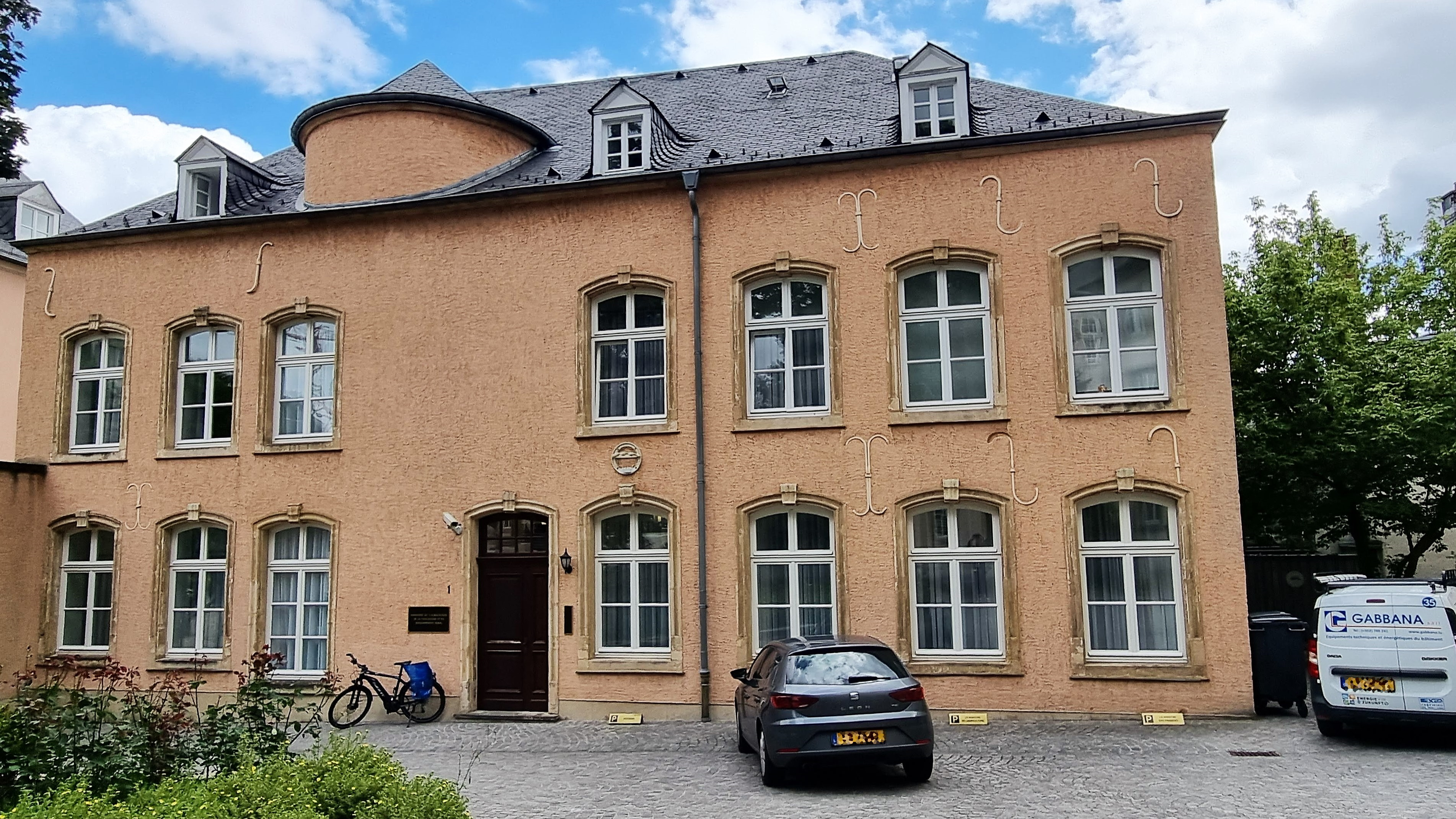
Gebäude des Landwirtschaftsministeriums

Das Ministerium für Landwirtschaft, Lebensmittel und Weinbau (Ministère de l'Agriculture, de l'Alimentation et de la Viticulture; kurz Landwirtschaftsministerium) ist in der Regierung des Großherzogtums Luxemburg für das Thema Landwirtschaft, darunter den für das Land sehr wichtigen Wein- und Gartenbau, zuständig.
Auch Aspekte der Lebensmittelsicherheit und die ländliche Entwicklung gehören zur Kenkompetemz des Ministeriums.
Das Landwirtschaftsministerium ist für die nationale Agrarstrategie, den Umwelt- und Tierschutz, die Produktqualität zuständig und hat eine ausgeglichene Raumordnungspolitik umzusetzen.

## Kompetenzen
Der Kompetenzrahmen des Landwirtschaftsministeriums ist mittels großherzoglichem Beschluss vom 5. Dezember 2018 festgelegt.
Dazu gehören:
- Administration des services techniques de l'agriculture,
- meteorologischer Service für den Agrarsektor,
- Service d'économie rurale,
- Administration des services vétérinaires,
- Labor für Veterinärmedizin,
- Office national du remembrement,
- Landwirtschaftskammer,
- Weinbauinstitut,
- œnologisches Labor;
- Fonds de solidarité viticole.

## Liste de Landwirtschaftsminister
- 30.04.2013 bis 18.12.2015: Romain Schneider (LSAP)
- 18.12.2015 bis 05.12.2018: Fernand Etgen (DP)
- 05.12.2018 bis 05.01.2022: Romain Schneider (LSAP)
- 05.01.2022 bis 17.11.2023: Claude Haagen (LSAP)
- seit 17.11.2023: Martine Hansen (CSV)